# سونی اریکسون سی۹۰۲
سونی اریکسون سی ۹۰۲ (به انگلیسی: Sony Ericsson C902) نخستین مدل از سری «C» سایبرشات‌های سونی اریکسون می‌باشد که در نیمهٔ دوم ۲۰۰۸ به بازار معرفی شده است تا جانشینی باشد بر مدل‌های محبوب سونی اریکسون کا۸۰۰ و کا۸۵۰. سی ۹۰۲ دارای دوربینی ۵ مگاپیکسلی بوده و توانایی فوکوس اتوماتیک، تشخیص چهره و گرفتن عکس در حالت BestPic را دارد.

## مزایا
از جمله مزایای این گوشی به شرح زیر است :
- 1.     - دوربین 5 مگاپیکسل با کانون اتوماتیک ، پوشش فعال لنز و کنترل های لمسی
    - قاب فلزی شیک و باریک
    - geotagging ، تثبیت کننده تصویر و تشخیص لبخند
    - پشتیبانی از چهار باند GSM / GPRS / EDGE و HSDPA(3.6 Mb)
    - Media Center ، جستجوی هوشمند و Track ID
    - منوی پیشرفته
    - صفحه نمایش 2 اینچ TFT با 256K رنگ و ضد خش
    - رادیو FM با RDS
    - بلوتوث با A2DP
    - امکان اجرای همزمان چند نرم‌افزار
    - شماره گیری هوشمند
    - 160 MB حافظه داخلی با پشتیبانی کارت حافظه M2